# Xysticus nevadensis
Xysticus nevadensis là một loài nhện trong họ Thomisidae.
Loài này thuộc chi Xysticus. Xysticus nevadensis được Eugen von Keyserling miêu tả năm 1880.